# رأفت فهيم
رأفت فهيم (1 نوفمبر 1927 - 28 فبراير 2011) ممثل مصري.

## عن حياته
اسمه رأفت فهيم عبد النبي ولد في الإسكندرية في نوفمبر عام 1927 في مدينة الإسكندرية، حصل رأفت فهيم على بكالوريوس التجارة عام 1963 من جامعة عين شمس عمل موظفا في جامعة القاهرة وانتقل بين عدة وظائف. اشتهر رأفت فهيم بشخصية الموظف الحكومي البيروقراطي في البرنامج الإذاعي همسة عتاب بجملته فوت علينا بكرة يا سيد وبدأ حياته في فرقة ساعة لقلبك وعمل بشكل مكثف في الإذاعة المصرية ومن هذه البرامج (حاج قلق) كما عمل في المسرح وفي مسلسل بوجي وطمطم في دور عم شكشك عام 1993 م وشارك في 49 عمل. ويعد رأفت فهيم من الممثلين الكبار والذي ارتبطوا بأذهان المستعمين بشخصيات مؤثرة في حياتهم.

## من أهم أعماله
التمثيليات التلفزيونية:
- قطعوا التوتة بدور المعلم عصمان
- المناسبات

## وفاته
توفي في يوم 28 فبراير عام 2011 عن عمر ناهز ال83 عام على إثر أمراض الشيخوخة.

## وصلة خارجية
- رأفت فهيم على موقع الدهليز
- رأفت فهيم على موقع قاعدة بيانات الأفلام العربية
- رأفت فهيم على موقع ديسكوغز (الإنجليزية)

رأفت فهيم على قاعدة بيانات الأفلام العربية.